# Christopher Trace
Christopher Leonard Trace (Hambledon, 21 de março de 1933 — Londres, 5 de setembro de 1992) foi um ator e apresentador de televisão britânico, mais conhecido por apresentar durante nove anos o programa infantil da BBC, Blue Peter. Foi também seu primeiro apresentador, tendo sido obrigado a abandonar o programa após divorciar-se de sua mulher. Faleceu de câncer na garganta.